# Futbolo Klubas Panevėžys
Il Futbolo klubas Panevėžys, meglio noto come Panevėžys, è una società calcistica lituana con sede nella città di Panevėžys. Milita nella A Lyga, la massima serie del campionato lituano di calcio.
Il 21 ottobre 2023 vinse il suo primo campionato dopo aver pareggiato 0-0 contro Hegelmann.

## Storia
Il club venne fondato nel 2015.

## Statistiche e record

### Statistiche nelle competizioni UEFA
Tabella aggiornata alla stagione 2024-2025.
| Competizione                             | Partecipazioni | G  | V | N | P | RF | RS |
| ---------------------------------------- | -------------- | -- | - | - | - | -- | -- |
| Coppa dei Campioni/UEFA Champions League | 1              | 4  | 1 | 1 | 2 | 5  | 8  |
| Coppa UEFA/UEFA Europa League            | 1              | 2  | 0 | 0 | 2 | 1  | 5  |
| UEFA Conference League                   | 4              | 10 | 1 | 4 | 5 | 4  | 11 |

## Palmarès

### Competizioni nazionali
- Pirma lyga: 1

2018
- Campionato lituano: 1

2023
- Coppa di Lituania: 1

2020
- Supercoppa di Lituania: 2

2021, 2024

## Organico

### Rosa 2022
Aggiornata al 10 febbraio 2022.
| N. |                        | Ruolo | Calciatore               |
| -- | ---------------------- | ----- | ------------------------ |
| 7  | Lituania (bandiera)    | A     | Ernestas Veliulis        |
| 10 | Brasile (bandiera)     | A     | Jorge Elias              |
| 12 | Lituania (bandiera)    | P     | Danas Šimkevičius        |
| 17 | Lituania (bandiera)    | D     | Pijus Širvys             |
| 18 | Lituania (bandiera)    | C     | Tautvydas Eliošius       |
| 19 | Colombia (bandiera)    | A     | Sebastián Vásquez        |
| 21 | Lituania (bandiera)    | C     | Gustas Žederštreimas     |
| 23 | Paesi Bassi (bandiera) | A     | Jeffrey Sarpong          |
| 25 | Lituania (bandiera)    | C     | Domantas Vaičekauskas    |
| 27 | Brasile (bandiera)     | P     | Rafael Broetto           |
| 31 | Grecia (bandiera)      | C     | Chrysovalantīs Kozorōnīs |

| N. |                       | Ruolo | Calciatore          |
| -- | --------------------- | ----- | ------------------- |
| 66 | Lituania (bandiera)   | C     | Eimantas Dzinga     |
| 77 | Lituania (bandiera)   | D     | Matijus Remeikis    |
| 80 | Brasile (bandiera)    | C     | Elivelto            |
| 88 | Lituania (bandiera)   | C     | Žygimantas Baguška  |
| 97 | Lituania (bandiera)   | D     | Evaldas Urmonas     |
|    | Lituania (bandiera)   | D     | Linas Klimavičius   |
|    | Lituania (bandiera)   | C     | Rokas Stanulevičius |
|    | Bulgaria (bandiera)   | A     | Nasko Milev         |
|    | Lituania (bandiera)   | P     | Ignas Driomovas     |
|    | Nicaragua (bandiera)  | A     | Ariagner Smith      |
|    | Montenegro (bandiera) | D     | Mitar Ćuković       |

### Rosa 2020
Rosa e numeri come da sito ufficiale
| N. |                     | Ruolo | Calciatore           |
| -- | ------------------- | ----- | -------------------- |
| 3  | Lituania (bandiera) | D     | Vytas Gašpuitis      |
| 4  | Brasile (bandiera)  | D     | Fandinho             |
| 6  | Brasile (bandiera)  | D     | Hugo Figueiredo      |
| 7  | Lituania (bandiera) | C     | Ernestas Veliulis    |
| 8  | Brasile (bandiera)  | C     | Edenilson            |
| 9  | Brasile (bandiera)  | A     | Jorge Elias          |
| 10 | Lituania (bandiera) | C     | Tomas Salamanavičius |
| 11 | Lituania (bandiera) | D     | Lukas Čerkauskas     |
| 13 | Lituania (bandiera) | P     | Danas Šimkevičius    |
| 14 | Lituania (bandiera) | A     | Ignas Kružikas       |
| 15 | Lituania (bandiera) | D     | Justinas Januševskij |
| 16 | Lituania (bandiera) | C     | Paulius Janušauskas  |
| 18 | Lituania (bandiera) | C     | Tautvydas Eliošius   |

| N. |                       | Ruolo | Calciatore               |
| -- | --------------------- | ----- | ------------------------ |
| 19 | Colombia (bandiera)   | A     | Sebastián Vásquez        |
| 22 | Lituania (bandiera)   | P     | Šarūnas Jurevičius       |
| 23 | Lituania (bandiera)   | A     | Eimantas Abramavičius    |
| 24 | Portogallo (bandiera) | D     | Rafael Floro             |
| 25 | Lituania (bandiera)   | C     | Domantas Vaičekauskas    |
| 27 | Brasile (bandiera)    | P     | Rafael Broetto           |
| 29 | Lituania (bandiera)   | A     | Faustas Steponavičius    |
| 30 | Brasile (bandiera)    | D     | Matheus Bissi            |
| 31 | Grecia (bandiera)     | C     | Chrysovalantīs Kozorōnīs |
| 41 | Giappone (bandiera)   | D     | Kotaro Amemiya           |
| 68 | Austria (bandiera)    | C     | Sanjin Vrebac            |
| 80 | Brasile (bandiera)    | A     | Elivelto                 |
| 88 | Lituania (bandiera)   | C     | Žygimantas Baguška       |